# A Jogtudományi Közlöny Könyvtára
A Jogtudományi Közlöny Könyvtára egy 20. század eleji magyar jogi könyvsorozat. A Franklin Társulat kiadásában Budapesten megjelent kötetek a következők voltak:
- 1. Szászy-Schwarz Gusztáv: A rokonok öröklésének korlátozása. 21 [1] l.
- 2. Vámbéry Rusztem: A fiatalkorúak büntetőjoga az újabb külföldi törvényhozásban. 35 l.
- 3. Polner Ödön: Az új választójogi törvényjavaslat. 35 [1] l.
- 4. Vargha Ferenc: Pénzérték nélküli dolgok lopása. Liszt- és cukorjegylopás. 20 l.
- 5. Dárday Dezső: Közjogi kereteink és vegyes ügyek alakulása mint külön közjogi kategória. 16 l.
- 6. Doroghi Ervin: Törvénytervezet a részvénytársaságról. 48 l.
- 7. Auer Pál: A népek szövetsége. 112 l.
- 8. Wittmann Ernő: A nemzetiségek önrendelkezési jogának multja és jövője. 163 [1] l.
- 9. Forbáth Tivadar: Kit terhelnek a pénzintézetek által szocializált ipari vállalatok részére folyósított összegek? 1919. 27 [1] l.
- 10. Tarnai János: Strike és büntetőjog. 1920. 30 l.
- 11. Vargha Ferenc: Lánckereskedők és árdrágítók. 1920. 34 l.
- 12. Bárd József: Elmélet és gyakorlat a jogban. 1920. 43 [1] l.
- 13. Kmety Károly: Véleményem a királykérdésben. 1921.
- 14.
- 15.
- 16. A közszerzemény a magánjogi törvénykönyv javaslatában : bíráló vélemények. [1929].
- 17. Adalékok a magánjogi kódexjavaslat öröklési és házassági jogának bírálatához. [1931].
- 18. Liebmann Ernő: A záloglevél mint értékpapír. 1930[?].
- 19. Mendelényi László: Az új kényuralom. 1931.
- 20. Vámbéry Rusztem: Háború és jog. [1933].
- 21. Lőw Loránt: Magyar nemzetközi hitbizományi jog. [1933].
- 22. Lőw Loránt: Az 57. számú polgári jogegységi döntvényről. 1933.
- 23. Újlaki Miklós: A magyar jog sorsa a Jugoszláviához csatolt területeken. 1934.
- 24. Medvigy Gábor: A bűnvádi eljárás reformja. 1934.

1949-től a Jogtudományi Közlöny könyvtárán belül indult el a Magyar-Szovjet Művelődési Társaság Jogtudományi Szakosztályának Tanulmányok a szovjetjog köréből című sorozata.